# Роменська районна рада
Роменська районна рада - орган місцевого самоврядування Роменського району Сумської області з центром у місті Ромни.
Роменській районній ради підпорядковано 32 сільські ради, які об'єднують 128 населених пунктів.

## Склад Ради
До складу Роменської районної ради входять 34 депутатів від 7 партій :
- Всеукраїнське об'єднання «Батьківщина» - 9 депутатів
- Блок Петра Порошенка «Солідарність» — 6 депутатів
- Політична партія "За Україну!" - 5 депутатів
- Аграрна партія України - 4 депутати
- Радикальна партія Олега Ляшка - 4 депутати
- Політична партія "Громадянська позиція" - 3 депутати
- Партія "Відродження" - 3 депутати

## Керівництво
Голови Роменської районної ради - Переваруха Віктор Якович
Заступник голови Роменської районної ради - Малик Василь Миколайович